# Chaupine
Chaupine war ein französisches Volumenmaß für Flüssigkeiten und entsprach dem Schoppen.
- 1 Chaupine = 0,4656589 Liter (Pariser Wert)
- 2 Chaupines = 1 Pinte = 0,9313178 Liter

Das kleine Maß war in der Maßkette
- 1 Ölpinte = 2 Chaupines/Chopines = 4 Chauveaux = 16 Melurettes (= 97 ¾ Pariser Kubikzoll)

Die Pinte war vom Tonneau bestimmt und hatte somit starken Einfluss auf das Maß Chaupine. In Burgund waren 240 Pintes auf 223,5 Liter, in Marcigny waren es 242 Pintes auf 225,4 Liter und in Mâcon 220 Pinten auf 204,9 Liter.